# 徐家汇耶稣会总院
徐家汇天主教堂耶稣会总院，为上海教区主教府，是耶稣会神父工作、生活与集合的地方，曾是天主教传教活动的中心，1953年关闭。

## 历史
1860年，耶稣会总院先后盖建了2幢砖木结构楼房、2幢平房，设有司铎住院、文学院和初学院，专门教授文学、哲学和神学。1917年又建造了一幢4层砖木结构的神学院楼，具体位置在今徐汇中学新校舍东首。1937年该楼房改为钢筋混凝土结构。
1953年6月15日晚，政府出动军队，包围了徐家汇耶稣会总院和耶稣会神学院以及蒲石路君王堂，逮捕了若干教会公职人员，驱逐了耶稣会总院院长贝国梁，封锁了上述地点。

## 旧址现况
1994年，圣依纳爵老堂和耶稣会会院合拆，建天主教上海教区主教府大楼。2000年代，这一区域内又新建了圣爱广场，上实大厦暨东方商厦和上实公寓。徐家汇耶稣会总院旧址现仅存一幢楼，是如今徐家汇藏书楼的一部分。现存的徐家汇藏书楼包括两幢建筑：「南楼」又称「神父楼」始建于1867年，就是原徐家汇耶稣会总院所在地，为4层西式建筑，藏书楼阅览室是原来神父们的食堂；与之相连的另一幢2层西式建筑则是当时的藏书楼，现称「藏经楼」，也称「北楼」。